# Otto Blumenthal (Mathematiker)
Ludwig Otto Blumenthal (* 20. Juli 1876 in Frankfurt am Main; † 13. November 1944 im Ghetto Theresienstadt) war ein deutscher Mathematiker.

## Leben
Er wuchs in Frankfurt auf und war Schüler des Goethe-Gymnasiums. Im Alter von 18 Jahren, beeinflusst von einem Freund, konvertierte er vom Judentum zum evangelischen Glauben.
Nach seinem Studium der Mathematik und der Naturwissenschaften in Göttingen, wo er Vorlesungen bei Sommerfeld, Schoenflies, Hilbert und Klein hörte, und in München 1894 bis 1898 war Blumenthal der erste Doktorand von David Hilbert. Der Titel seiner Dissertation lautete Über die Entwicklung einer willkürlichen Funktion nach den Nennern eines Stieltjesschen Kettenbruches. Von 1899 bis 1900 studierte er bei Émile Borel und Camille Jordan in Paris. Im Jahre 1901 habilitierte sich Blumenthal in Göttingen mit dem Thema Über Modulfunktionen von mehreren Veränderlichen.
Bis zum Jahr 1905 war er Privatdozent in Göttingen und nahm kurze Zeit eine Professurvertretung an der Universität in Marburg wahr. Im Oktober 1905 wurde Blumenthal auf einen Lehrstuhl an der RWTH Aachen berufen.
Sein mathematisches Hauptinteresse lag zunächst in der Anwendung der Theorie der komplexen Funktionen in der Zahlentheorie. Ziel seiner Untersuchungen über Modulformen in mehreren Variablen war es, Funktionen zu finden, mit denen algebraische Zahlkörper konstruiert werden konnten (Kroneckers Jugendtraum, das Zwölfte von Hilberts Problemen). Nach ihm benannt sind die Hilbert-Blumenthal-Flächen und die Hilbert-Blumenthalschen Modulformen. Blumenthal war ein enger Mitarbeiter von Hilbert und schrieb auch dessen Biographie in den Gesammelten Werken Hilberts. Blumenthal befasste sich auch mit der Theorie der ganzen Funktionen, insbesondere denen von unendlicher Ordnung, und veröffentlichte hierüber 1910 auch ein Buch (auf Französisch). Er verfasste auch mehrere Beiträge zur angewandten Mathematik. Seine Beiträge zu Kugelfunktionen finden z. B. Anwendung in der Nachrichtentechnik. Ferner studierte er Spannungen in Flugzeugflügeln, Vibration von Membranen etc.
Von 1906 bis 1938 war er geschäftsführender Herausgeber der Mathematischen Annalen. 1924 war er Vorsitzender der Deutschen Mathematiker-Vereinigung (DMV) und von 1925 bis 1933 gab er den Jahresbericht der DMV heraus. Blumenthal sprach acht Sprachen und hatte viele internationale Kontakte, unter anderem mit sowjetischen Mathematikern. Im Jahr 1923 wurde Blumenthal zum Mitglied der Gelehrtenakademie Leopoldina gewählt.

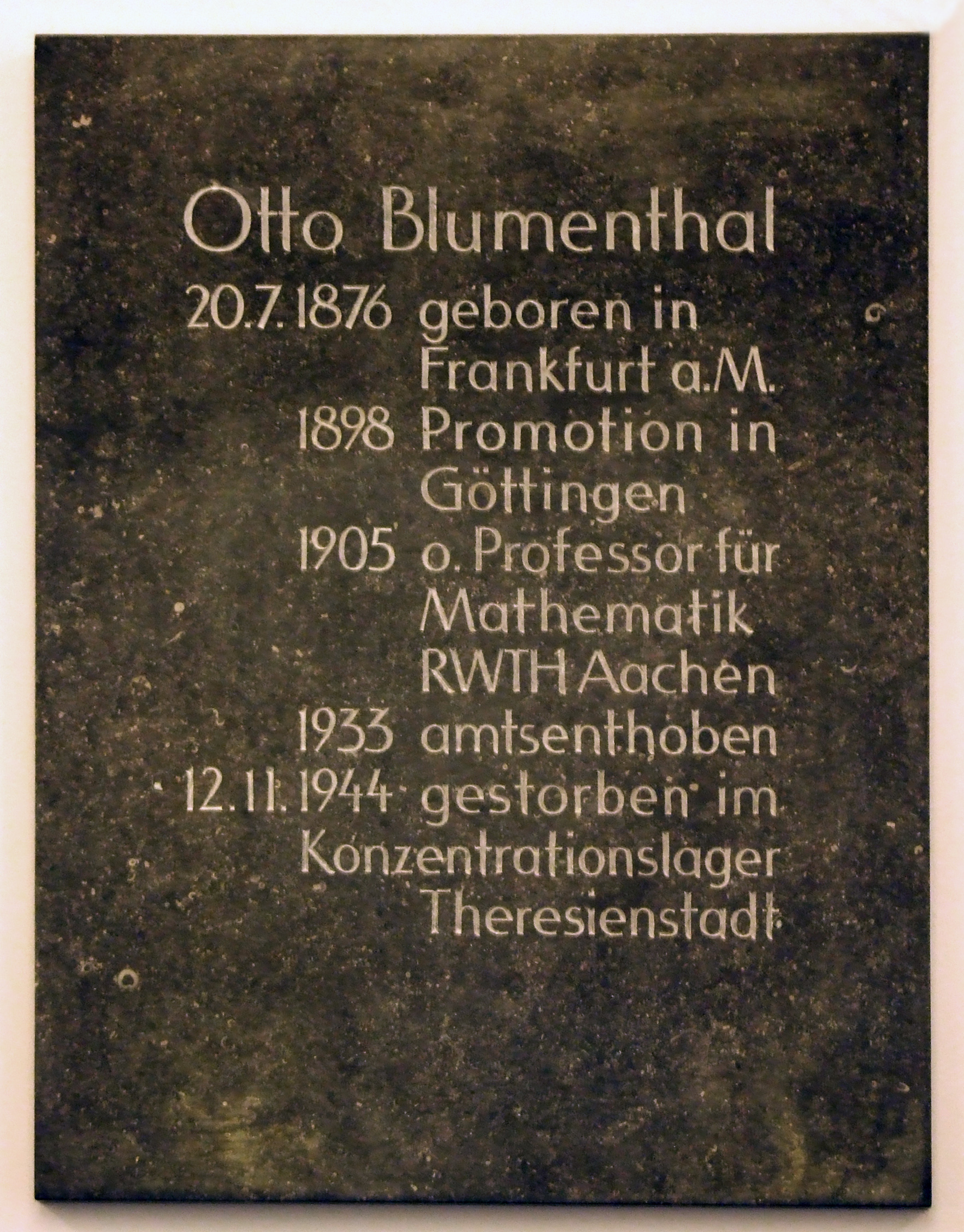
Gedenktafel im Hauptgebäude der RWTH Aachen.

Bereits im Frühjahr 1933 begannen nun auch an der RWTH Aachen die Denunziationsmaßnahmen der Studentenschaft. Hierbei ließen der ASTA (Allgemeiner Studentenausschuss) und die Studentenführer dem hierfür extra eingesetzten Denunziationsausschuss, bestehend aus Hermann Bonin, Hubert Hoff, Felix Rötscher, Adolf Wallichs und Robert Hans Wentzel, darüber Mitteilungen zukommen, welche der Dozenten und Professoren nicht arischer Abstammung waren oder vermeintlich oder tatsächlich eine unerwünschte politische Einstellung hatten. Blumenthal sollte nun gemäß dem Gesetz zur Wiederherstellung des Berufsbeamtentums auf Grund seiner jüdischen Herkunft und seiner Mitgliedschaft in missliebigen Organisationen wie der Deutschen Liga für Menschenrechte zusammen mit den anderen nicht arischen Professoren Arthur Guttmann, Walter Maximilian Fuchs, Ludwig Hopf, Theodore von Kármán, Paul Ernst Levy, Karl Walter Mautner, Alfred Meusel, Leopold Karl Pick, Rudolf Ruer, Hermann Salmang und Ludwig Strauss ab September 1933 die Lehrerlaubnis entzogen werden. Ein Bittschreiben seines amtierenden Rektors Paul Röntgen an den Reichskommissar im Erziehungsministerium Bernhard Rust, ihn dennoch halten zu dürfen, führte zu keinem positiven Ergebnis. Da Blumenthals Großeltern jüdischen Glaubens waren, wurde er von den Nazis trotz seiner Konversion zum Protestantismus aufgrund der Nürnberger Gesetze als „Volljude“ angesehen. Er wurde im Mai 1933 zunächst von seiner Stelle beurlaubt und am 22. September 1933 dann aus politischen Gründen entlassen, wenig später wurden seine Dienstbezüge eingestellt. Seine Entlassung erfolgte angeblich nicht aus „rassischen“ Gründen, sondern wegen seiner Zugehörigkeit zu pazifistischen Vereinigungen.
Er hielt zahlreiche Vorträge im In- und Ausland, konnte jedoch keine feste Stelle finden. 1938 wurde ihm schließlich in Deutschland ein vollständiges Arbeitsverbot erteilt und er musste auch seine über 30-jährige Arbeit als geschäftsführender Herausgeber der „Mathematischen Annalen“ aufgeben. Im Juli 1939 emigrierte er mit seiner Frau Mali in die Niederlande und lebte in Utrecht. Hier waren sie mit einer Reihe anderer deutsch-jüdischer Emigranten befreundet, u. a. mit der Historikerin Hedwig Hintze. Nachdem das Ehepaar im August 1942 noch durch Intervention eines Pastors von der Deportation verschont geblieben war, wurden sie im April 1943 beide zunächst in das KZ Herzogenbusch, dann in das Durchgangslager Westerbork verschleppt. Seine Frau starb im Mai 1943 in Westerbork, er kam im Januar 1944 in das KZ Theresienstadt und starb dort im November an einer Lungenentzündung. Bei einer Gelegenheit war er schon in einen Zug nach Auschwitz gedrängt worden, dann aber doch noch von den Nazis aus dem Zug herausgeholt worden.
Blumenthal, den Constance Reid in ihrer Hilbert-Biographie als aufgeschlossen, lebensfroh und umgänglich beschrieb, war zeitlebens als Hilberts ältester Student bekannt und er stand Hilbert sehr nahe. Er schrieb dessen Biographie für die Gesammelten Werke von Hilbert (eine wichtige Quelle zu Hilbert) und für eine Ausgabe der Naturwissenschaften. 1938 besuchte er noch die Geburtstagsfeier von Hilbert, der auf die Nachricht von der Entlassung Blumenthals ungläubig und empört reagierte (er meinte, seine ehemaligen Studenten wollten ihm einen bösen Scherz spielen). Für die anwesenden Schüler war dies ein Zeichen der zunehmenden Weltfremdheit und Isolation des alten Hilbert. Blumenthal widmete Hilbert in Holland noch eine Veröffentlichung zum 80. Geburtstag. Als er verhaftet wurde, war Hilbert aber schon mehrere Monate tot.

## Ehrungen

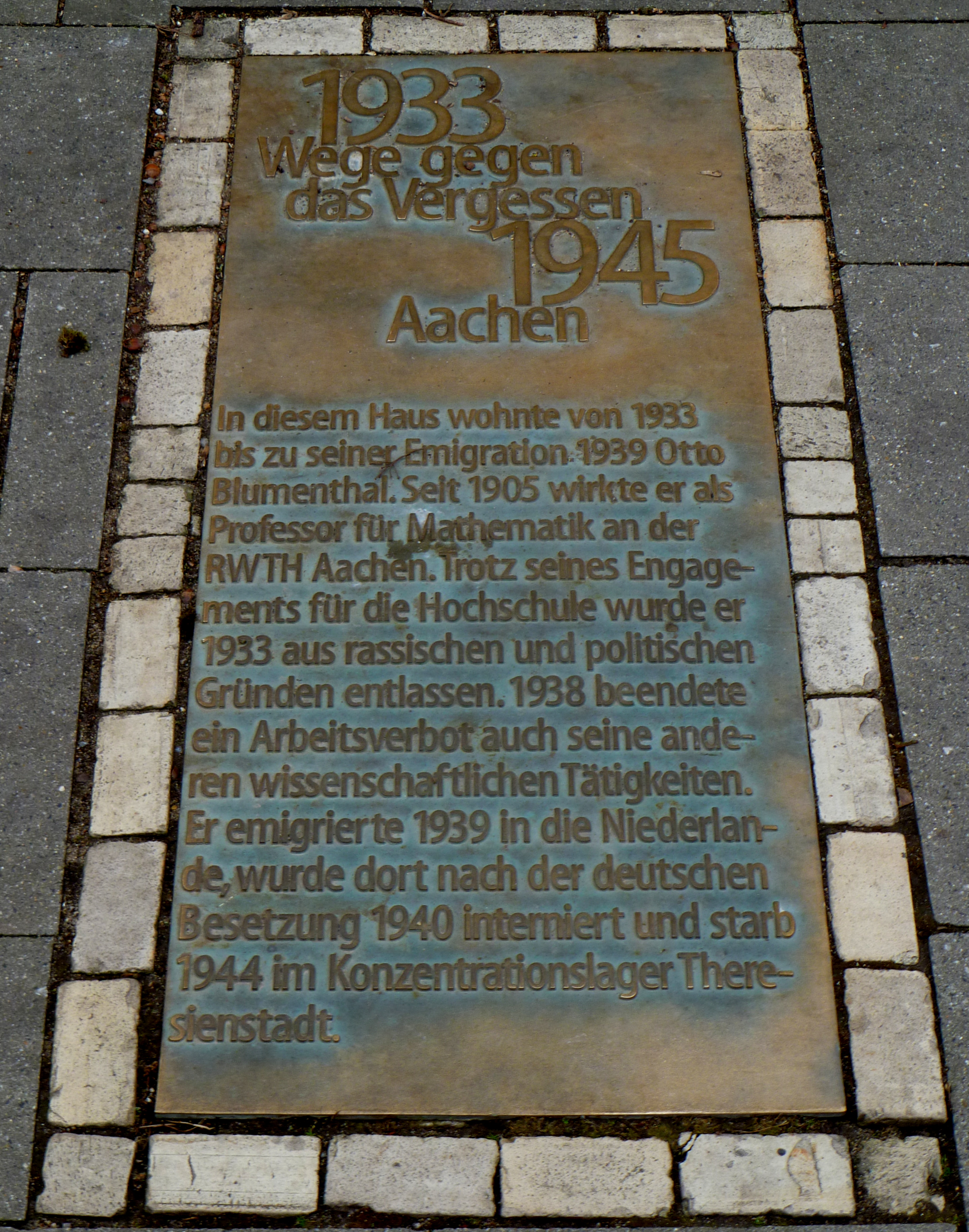
Gedenktafel in der Limburger Straße

- Vor seinem letzten Wohnsitz in der Limburger Straße 22 in Aachen erinnert eine im Boden gelassene Gedenktafel des Projektes Wege gegen das Vergessen an die Verfolgung Blumenthals durch die Nationalsozialisten. Sie trägt die Inschrift:

„In diesem Haus wohnte von 1933 bis zu seiner Emigration 1939 Otto Blumenthal. Seit 1905 wirkte er als Professor für Mathematik an der RWTH Aachen. Trotz seines Engagements für die Hochschule wurde er 1933 aus rassischen und politischen Gründen entlassen. 1938 beendete ein Arbeitsverbot auch seine anderen wissenschaftlichen Tätigkeiten. Er emigrierte 1939 in die Niederlande, wurde dort nach der deutschen Besetzung 1940 interniert und starb 1944 im Konzentrationslager Theresienstadt.“

- In Aachen und Herzogenrath (Städteregion Aachen) sind Straßen nach ihm benannt.
- Im Hauptgebäude der RWTH Aachen erinnert eine Gedenktafel an das Schicksal von Otto Blumenthal.
- Eine Gedenkstele der Leopoldina zum Andenken von neun Mitgliedern der Akademie, die in den Konzentrationslagern der Nationalsozialisten ermordet wurden oder an den unmenschlichen und grausamen Bedingungen der Lagerhaft starben, erinnert auch an Otto Blumenthal.[8]